# Ključarovci pri Ljutomeru
Ključarovci pri Ljutomeru – wieś w Słowenii, w gminie Križevci. W 2018 roku liczyła 327 mieszkańców.